# Nisís Lamberoúsa
Nisís Lamberoúsa är en ö i Grekland. Den ligger i den sydöstra delen av landet, 50 km öster om huvudstaden Aten. Arean är 0,47 kvadratkilometer.
Terrängen på Nisís Lamberoúsa är lite kuperad. Öns högsta punkt är 77 meter över havet. Den sträcker sig 0,9 kilometer i nord-sydlig riktning, och 0,9 kilometer i öst-västlig riktning.